# 长塘水库
长塘水库是中国浙江省金华市义乌市境内的一座水库，位于东阳江支流梅溪上，建于1980年。水库正常库容为898万立方米，集雨面积为14平方千米，海拔为102.5米。